# Roggenburg (Niemcy)
Roggenburg – miejscowość i gmina w Niemczech, w kraju związkowym Bawaria, w rejencji Szwabia, w regionie Donau-Iller, w powiecie Neu-Ulm. Leży około 20 km na południowy wschód od Neu-Ulmu.
W miejscowości znajduje się klasztor Roggenburg.

## Polityka
Wójtem gminy jest Franz-Clemens Brechtel, rada gminy składa się z 14 osób.

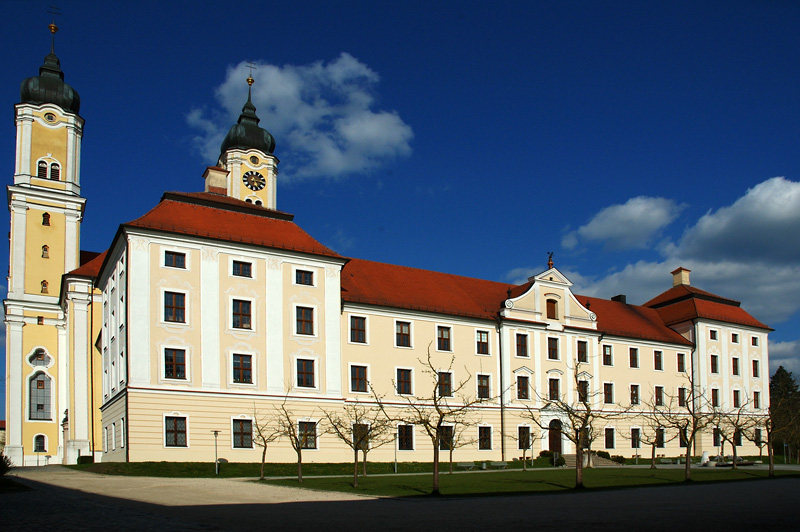
Klasztor Roggenburg

|      | ÜWV Schießen | FW Meßhofen/Roggenburg | WG Biberach | WG Ingstetten | Razem |
| 2008 | 5            | 3                      | 4           | 2             | 14    |
| 2002 | 5            | 3                      | 4           | 2             | 14    |